# جورج لاودكية
جورج لاودكية (بالإنجليزية: George of Laodicea)؛ (فلوريدا. من 335 إلى 347) فيلسوف من الإسكندرية وكان ضليعًا في الثالوث.